# 처격
처격(處格, locative case, LOC) 또는 처소격(處所格)은 행위나 사물 따위의 시간적, 공간적, 개념적인 위치, 범위, 방향 등을 나타낸다.
언어에 따라 향격이나 탈격과 구분되기도 하고 되지 않기도 한다.

## 같이 보기
- 탈격
- 향격
- 격